# Heilandskirche
Heilandskirche ist ein besonderer Name für Erlöserkirchen, Kirchen und Kapellen, die dem Patrozinium Jesu Christi als Retter und Erlöser unterstellt sind. Bedeutungsgleich sind auch die Bezeichnungen Salvatorkirche und Erlöserkirche.
Sonderfälle:
- Gegeißelter Heiland → Geißelungskirche
- Gekreuzigter Heiland → Kreuzigungskirche, auch Kalvarienbergkirche

## Deutschland
- in Berching, Ortsteil Plankstetten: Wegkapelle Heiland im Kerker
- in Berlin, Stadtteil Moabit: Heilandskirche (Berlin)
- in Dresden, Stadtteil Cotta: Heilandskirche (Dresden)
- in Finsterwilling: Felsenkapelle zum Blutigen Heiland
- in Flensburg: Heilandskapelle (Flensburg)
- in Frankfurt am Main: Heilandskirche (Frankfurt am Main), 2007 ersetzt durch die Heilandskapelle (Frankfurt am Main) in dem Haus Saalburg
- in Frankfurt (Oder): Heilandskapelle Frankfurt (Oder)
- in Fürstenwerder: Heilandskirche Fürstenwerder
- in Halle (Saale): Heilandskirche (Halle)
- in Hettstedt, Ortsteil Molmeck: Heilandskirche (Molmeck)
- in Hamburg, Ortsteil Uhlenhorst
- in Lauterbach (Erzgebirge): Heilandskirche (Lauterbach)
- in Leipzig: Heilandskirche (Leipzig)
- in Marktl: Kapelle zum Heiland auf der Rast
- in Meßkirch: Heilandskirche
- in Niederrieden: Kapelle zum Heiland in der Wies
- in Orlishausen bei Sömmerda (Thüringen): Heilandskirche Orlishausen
- in Potsdam: Heilandskirche am Port von Sacrow
- in Schipkau, Ortsteil Hörlitz: Heilandskirche (Hörlitz)
- in Stuttgart-Ost, Stadtteil Berg: Heilandskirche
- in Unterhaching: Heilandskirche (Unterhaching)

## Österreich
Kärnten
- Evangelische Heilandskirche in Pörtschach am Wörther See

Niederösterreich
- Dornauer Wallfahrtskirche zum leidenden Heiland in Altenmarkt
- Heilandskirche (Amstetten)
- Heilandskirche (Krems)
- Evangelische Heilandskirche Spillern
- Heilandskirche (Scheibbs)
- Heilandskirche (Tulln)

Oberösterreich
- Pfarrkirche Eidenberg
- Evangelische Kirche Vorchdorf

Steiermark
- Evangelische Heilandskirche Bad Gleichenberg
- Pfarrkirche Breitenfeld an der Rittschein
- Evangelische Heilandskirche Fürstenfeld
- Evangelische Heilandskirche Graz
- Evangelische Heilandskirche Mürzzuschlag
- Heilandskirche (Öblarn)
- Kirche zum gekreuzigten Heiland Kirche Hl. Kyrill und Method (Graz), genutzt von der serbisch-orthodoxen Gemeinde

Tirol
- Bärnstattkapelle zum Leidenden Heiland in Scheffau am Wilden Kaiser

Vorarlberg
- Evangelisch-reformierte Heilandskirche Dornbirn

Wien
- Votivkirche (Wien)-Alsergrund (9. Bezirk)
- Altkatholische Heilandskirche, Pfarrkirche Wien-West, Rudolfsheim-Fünfhaus (15. Bezirk)

## Polen
- Heilandskirche in Sopot

## Tschechien
- Heilandskirche (Jáchymov)